# Rheiformes
I Rheiformi (Rheiformes Forbes, 1884) sono un ordine di grossi uccelli sudamericani.

## Tassonomia
L'ordine Rheiformes comprende le seguenti famiglie e generi:
- Famiglia Opisthodactylidae Ameghino, 1895 † 
  - genere Diogenornis †
  - genere Opisthodactylus †
- Famiglia Rheidae Bonaparte, 1849
  - genere Heterorhea †
  - genere Protorhea †
  - genere Hinasuri †
  - genere Rhea